# 吳美筠
吳美筠（？—），香港女詩人，澳洲雪梨大學哲學博士。在大專院校教授中國文學及創作，曾任職香港大學附屬學院高級講師，嶺南大學中文系訪問學者。播道神學院客座講師，也曾兼教於香港浸信會神學院及信義宗神學院，以及曾於香港大學中文系及香港浸會大學教授中文傳意，畢業於香港大學文學院，2005年在澳洲悉尼大學取得哲學博士，其論文研究範圍為清代女詩人。研究專長為古典詩、中國女性書寫、現代文學與基督教、現代詩等。亦曾於香港嶺南大學、香港公開大學、香港教育學院等大專院校任教。
2013年10月以文學界別與盧偉力、梅卓燕、鍾小梅組成「藝術3+1」，參與香港藝術發展局推選活動當選。開始擔任香港藝術發展局委員，並任文學委員會主席、藝術支援組主席、策略委員會及管理委員會委員，倡議藝團治理及運作守則,文學閱讀者的建立及發展，及倡議成立香港文學館。在任期間，推動檢討資助機制及藝發局界別代表選舉機制，打破過往把藝術消費調查撇除文學藝術的慣例，促成文學閱讀消費調查，並建議推行文學閱讀人口調查。策展首次由藝發局主辦的大型文學節「文學串流」，鼓勵文學多元展演，串連不同文藝團體及作家，以文學為核心，讓文學與其他藝術文化領域，可以有更好的串流與連繫，展開一系列跨流域藝術活動，以文學為核心，召集香港不同領域的藝術家，進行跨流域的創作與分享。前後分別擔任過香港藝術發展局委員及文學組主席（2014－2016）、國際演藝評論家協會（香港分會）創辦人及現任董事、香港文學評論學會創辦人及現任主席。
吳美筠早年以女性視覺書寫女性內在暴力的詩人，羈魂認為其作品情貌多變，作品語言成熟。葉維廉指出她第一部詩集有不同程度的語言自覺。除了新詩，也擅寫小說、藝術評論。1987年與林夕、洛楓、飲江及李焯雄(筆名朔方)創辦《九分壹詩刊》、擔任《詩雙月刊》、《詩網絡》編委及香港書獎、青年文學獎、湯清文藝獎、基督教金書獎等評判。曾為多家報章雜誌撰寫專欄。為國際演藝評論家協會IATC香港分會創會董事，2014年11月創辦香港文學評論學會，該會正式在2015年成立始她一直擔任該會主席。在九十年代開始活躍撰寫演藝評論，曾於1998年3月與許樹寧合作，負責現代式單位推出流動觀眾混媒體演出「前前後後左左右右」”的文本創作。
早年任職編輯，所撰寫社會專題、人物專訪、專題採訪、文化觀察散見於突破雜誌，社會專題編採見於Recruit、明報，藝術現象觀察及採訪見於越界演藝文化周報及藝術訊息。曾為快報、星島日報、時代論壇、Elegance撰寫專欄。
其著作收入香港、大陸、台灣、澳洲等地出版之文學書籍，出版詩集《我們是那麼接近》獲第一屆香港中文文學書獎新詩組推薦獎。詩作被翻成英語，選入由牛津出版社出版之英語詩集“From the Bluest Part of the Harbour”及澳洲出版詩集“Footprints on Paper”等。

## 個人著作
- 《我們是那麼接近》（詩集，1990）
- 《第四個上午》（詩集，1998）
- 《愛情卡拉OK》（小說，2006）
- 《天使頭上的小木屑》（小說及散文，2009）
- 《時間的靜止》（新詩集，2009）
- 《雷明9876》（少年小說，2011）
- 《獨眼讀看 : 劇場・舞影・文學跨世紀》，(文藝評論，2018)
- 《香港文學的六種困惑》(主編，文學評論，2018)

## 現代文學評論
吳美筠亦曾經作一些流行文學作一些學術性的評論，當中就包括的村上春樹的長篇小說新作《刺殺騎士團長》，因為該著作被香港的褻物品審裁處於列為二級不雅物品。吳美筠當時就發表了以下的看法：
今次事件中，我最激起我們情感的，是『不雅』這個詞彙，另外是『十八歲』這條界線。」她認為，現今無論是色情、情色、猥瑣的定義和界線，於大眾都沒有一致的共識，而「不雅」亦是個模糊的辭彙。像在公眾場合露體，大眾會有共識那是不雅；但若藝術行為表演裡裸露身體，人們就會有一份藝術的理解在其中，未必會以「不雅」稱之。
她的評論為本土的文學界以及大眾提供了一個很中肯的解讀方法。

## 作品納入
- 《獨眼讀看 : 劇場・舞影・文學跨世紀》，香港：Arts Culture (Hong Kong) Limited，2018
- 羅貴祥編：《第五屆紅樓夢獎評論集：黃碧雲《烈佬傳》》，香港：天地圖書，2016
- 馮偉才編：《本土、邊緣與他者》，香港：天地圖書，2016年
- 北島等編：《香港之夜》(Hong Kong Night)，香港：香港中文大學出版社，2015年
- Shirley Chan, Barbara Hendrischke & Sue Wiles (eds.), Willow Catkins: Festschrift for Dr Lily Xiao Hong Lee on the Occasion of Her 75th Birthday,Sydney: The Oriental Society of Australia, 2014
- 陳德錦編：《文學‧香港》，香港：匯智出版，2013年
- 黃兆漢編：《驚艷一百年──2013紀念任劍輝女士百年誕辰粵劇藝術國際研討會論文集》香港：中華書局, 2013年
- 黃燦然編：《香港當代作家作品合集選：詩歌卷》，香港：明報月刊出版社，2011年
- 鄧小樺編：《一般的黑夜一樣黎明：香港六四詩選》，香港：水煮魚文化製作有限公司，2011年
- 林幸謙編：《記憶──香港浸會大學駐校作家聚會文集》，香港：天地圖書，2010年
- 胡燕青等編：《港大‧詩‧人》，香港：商務印書館，2007年
- 黃燦然編：《香港新詩名篇》，香港：天地圖書，2007年
- 盧偉力編：《香港戲劇評論選 (1960-1999)》,香港：國際演藝評論家協會香港分會,2007年
- 潘亞暾編：《流行名家小语2：台港海外華文女作家版》，珠海出版社，2004年
- 范鳳華編：《沉睡與清醒之間》》，香港：基督教文藝出版社，2004年
- 《香港我愛》,香港：基道出版社，2003年
- 《琤鳴──基督徒百人文集》，香港：基督教時代論壇，2002年
- 《香港近五十年新詩創作選》，香港：香港公共圖書館，2001年
- 《我們的城市(香港短篇小說選) 》,香港：普普工作坊，1998年
- “From the Bluest Part of the Harbour: Poems from Hong Kong”, HK: OUP, 1996
- “Footprints on Paper” Sdyney: Robyn Ianssen Production, 1996
- 《香港當代文學精品：詩歌卷》,武漢：長江文藝出版社，1994年
- 《愛情說故事》，香港：突破出版社，1994年
- 《相看兩不厭》，香港：突破出版社，1993年
- 《一個你一個我》，香港：突破出版社，1993年
- 《爾雅極短篇》，台北：爾雅出版社，1991年
- 《七葉樹》，香港：詩雙月刊出版社，1991年
- 《雖然那夜無星》，香港：突破出版社，1990年
- 《香港現代詩選》，北京：人民文學出版社，1989年